# Poncione di Piota
Il Poncione di Piota o Poncione di Piotta, (Ponción da Piòto /pont͡ʃon da piɔtɔ/ nel dialetto di Preonzo) è una montagna del Canton Ticino, situata sul confine tra i comuni di Bellinzona, Riviera e Verzasca la cui altitudine raggiunge i 2.439 m s.l.m. Appartiene alle Alpi Ticinesi e del Verbano nelle Alpi Lepontine.
È lo spartiacque tra la Valle di Moleno, la Valle di Lodrino e la Valle di Carecchio.